# Коник
Ко́ник — село у Зарічненській громаді Вараського району Рівненської області України. Населення становить 16 осіб (станом на 2001 рік).

## Географія
Село Коник лежить за 3,8 км на південний захід від Зарічного, фізична відстань до Києва — 325,8 км.

## Населення
Станом на 1989 рік у селі проживали 27 осіб, серед них — 16 чоловіків і 11 жінок.
За даними перепису населення 2001 року у селі проживали 16 осіб. Рідною мовою назвали:
| Мова       | Кількість осіб | Відсоток |
| ---------- | -------------- | -------- |
| українська | 16             | 100,00%  |

Населення станом на 1 січня 2007 року становило 13 осіб.[джерело?]

## Політика
Голова сільської ради — Ошурко Олександр Сергійович, 1983 року народження, вперше обраний у 2006 році. Інтереси громади представляють 16 депутатів сільської ради:
| Партія            | Кількість депутатів | Відсоток |
| ----------------- | ------------------- | -------- |
| самовисування     | 15                  | 93,75%   |
| «Партія регіонів» | 1                   | 6,25%    |